# 無機ピロホスファターゼ

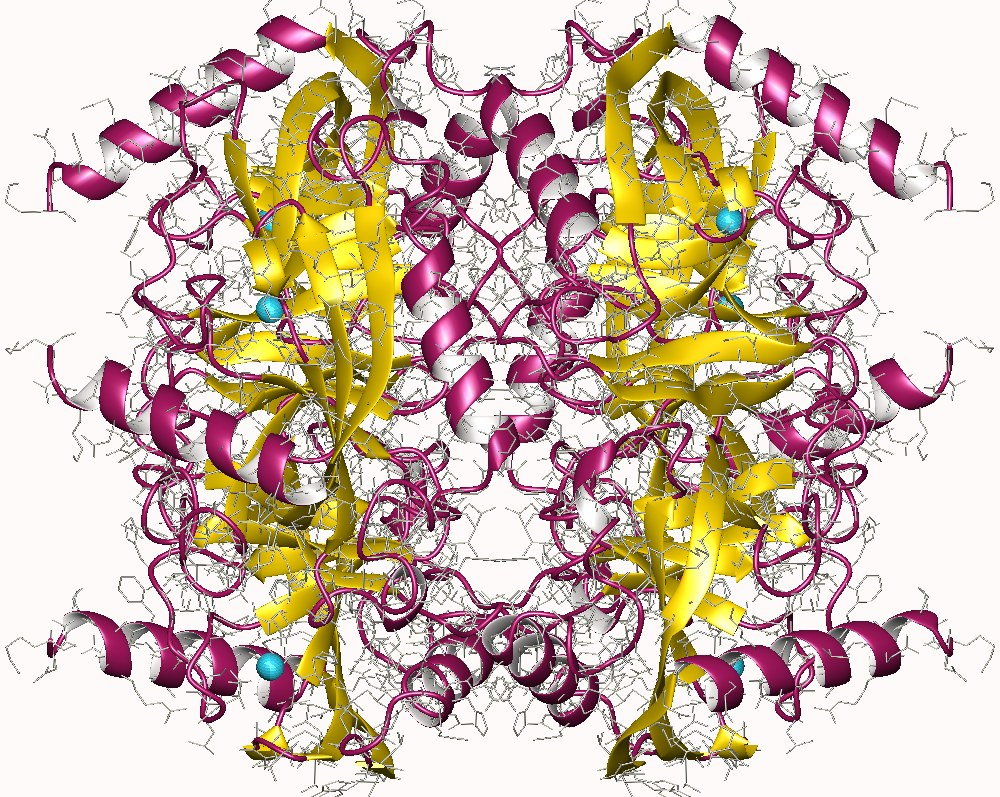

無機ピロホスファターゼ（英：Inorganic pyrophosphatase、EC 3.6.1.1）または無機ジホスファターゼ（Inorganic diphosphatase）は、ピロリン酸を2分子のリン酸に加水分解する酵素である。この酵素反応の標準ギブズエネルギー変化は-33.5kJ/molで、この大きな発エルゴン反応のエネルギーを用いて生物体は代謝のいろいろな吸エルゴン反応を行っている。